# Калаица, Бранимир
Бранимир Калаица (хорв. Branimir Kalaica, род. 1 июня 1998, Загреб) — хорватский футболист, защитник казахстанского клуба «Астана».

## Клубная карьера
Воспитанник загребского «Динамо». В июне 2016 года перебрался в Португалию и подписал шестилетний контракт с «Бенфикой». В сезоне 2016/2017 играл за молодёжную команду, но принимал участие в тренировках с основой. 20 мая 2017 года дебютировал в португальском чемпионате, выйдя в стартовом составе на матч против «Боавишты». Забил в дебютном матче, сравнив счёт на 90-й минуте.
Основной игрок юношеских сборных Хорватии. Участвовал в отборочных раундах к юношеским чемпионатам Европы. Участник чемпионата Европы 2015 года среди юношей до 17 лет, игрок основного состава. Вместе со сборной вышел в плей-офф турнира. Участник чемпионата мира 2016 года среди юношей до 17 лет.

## Достижения
«Астана»
- Серебряный призёр чемпионата Казахстана: 2024